# The Right Honourable
The Right Honourable, zkráceně The Rt. Hon., je titul před jménem, který vyjadřuje úctu jeho nositeli. Uděluje se jen určitým lidem v zemích, kde je hlavou britský monarcha (v současnosti král Karel III.).
Do češtiny je titul někdy překládán jako dvojctihodný či v pravdě ctihodný.

## Spojené království
Nárok na tento titul mají: 
- členové Soukromé rady angl. Privy Council
  - toto zahrnuje premiéra i všechny jeho předchůdce, bývalé a současné členy vlády, členy výboru Soukromé rady, ale s výjimkou těch, kteří na svůj post rezignovali
- baroni, vikomti, hrabata

Aby se rozlišili šlechtici, kteří jsou členy Soukromé rady, od šlechticů, kteří jimi nejsou, přidává se někdy za jméno titul PC (Privy Council).
Kromě toho je tento titul udělen funkci a nikoliv osobě:
- starostové Londýna, Cardiffu, Belfastu a Yorku

## Mimo Spojené království
Obecně je soudcům a členům vlád zemí Společenství udělován titul The Honourable, dokud nejsou jmenováni členy Soukromé rady.

### Austrálie
V Austrálii se tento titul dříve užíval, ale dnes již není spojen s žádnou funkcí, kromě starostů měst Sydney, Melbourne, Brisbane, Perthu, Adelaide a Hobartu, kteří jej užívají jen tu dobu, po kterou jsou ve funkci.

### Kanada
V Kanadě je tento titul užíván pro:
- generálního guvernéra
- premiéra
- předsedy Nejvyššího soudu

Ostatní členové vlády a nejvyšší představitelé země jsou jmenováni do tzv. Queen's Privy Council for Canada, kde je užíván titul ctihodný.

### Nový Zéland
Na Novém Zélandu jsou do Soukromé rady jmenování premiéři, starší členové vlády a starší soudci. V současnosti zde žijí jen 4 lidé, kteří jsou držiteli tohoto titulu: Helen Clark, bývalá premiérka; Jonathan Hunt, bývalý předseda Sněmovny reprezentantů; Jenny Shirpley, bývalá předsedkyně vlády a Winston Peters, který zastával mnoho vládních pozic.